# 喬許·霍普金斯
喬許·霍普金斯（英語：William Joshua "Josh" Hopkins，1970年9月12日—）是美國的一位演員和業餘音樂人。霍普金斯出生在肯塔基州萊辛頓，他出演過許多電視劇和電影。最近他出演ABC電視劇諜網中的Liam O'Connor角色。